# Okatyali (Wahlkreis)
Okatyali, selten auch Okatjali, ist ein Wahlkreis in der Region Oshana im Norden Namibias. Verwaltungssitz ist die gleichnamige Ansiedlung Okatyali. Der Wahlkreis hat (Stand 2023) 4500 Einwohner, die auf einer Fläche von 558 Quadratkilometer leben.

## Wahlen
| Wahl | Name            | Partei | Stimmenanteil |
| ---- | --------------- | ------ | ------------- |
| 1992 |                 |        |               |
| 1998 | Joseph Mupetami | SWAPO  | o. W. 1       |
| 2004 | Joseph Mupetami | SWAPO  | 99,6 %        |
| 2010 | Joseph Mupetami | SWAPO  | 99,6 %        |
| 2015 | Joseph Mupetami | SWAPO  | o. W. 1       |
| 2020 | Joseph Mupetami | SWAPO  | 87,9 %        |